# سپرتون، گلاسترشر
سپرتون (به انگلیسی: Sapperton) یک روستا و محله مدنی در بریتانیا است که در Cotswold واقع شده‌است. سپرتون ۴۱۲ نفر جمعیت دارد.